# Fort Yuma-reservatet
Fort Yuma-reservatet er et indianerreservat med hovedsæde 6 km øst for byen Yuma, Arizona, USA.
Reservatet er beliggende 296 km sydvest for Phoenix i Yuma County, men det meste af reservatet ligger i Californien. Reservatet bebos af Quechan-stammen, der er kendt for perlefremstilling og kunstgenstande.